# Jeździectwo na Igrzyskach Śródziemnomorskich 1983
Zawody żeglarskie na Igrzyskach Śródziemnomorskich 1983 odbyły się we wrześniu w Casablance.

## Tabela medalowa
| Poz. | Państwo   |   |   |   | Razem: |
| ---- | --------- | - | - | - | ------ |
| 1    | Hiszpania | 1 | 1 | 1 | 3      |
| 2    | Francja   | 1 | 1 | 0 | 2      |
| 3    | Maroko    | 0 | 0 | 1 | 1      |
|      | Razem:    | 5 | 5 | 5 | 15     |

## Mężczyźni
| Konkurencja                            | Złoto:        | Srebro:           | Brąz:            |
| Skoki przez przeszkody – indywidualnie | Hubert Bourdy | Latham Rutherford | Alberto Honrubia |
| Skoki przez przeszkody – drużynowo     | Hiszpania     | Francja           | Maroko           |